# James Burns (Politiker)

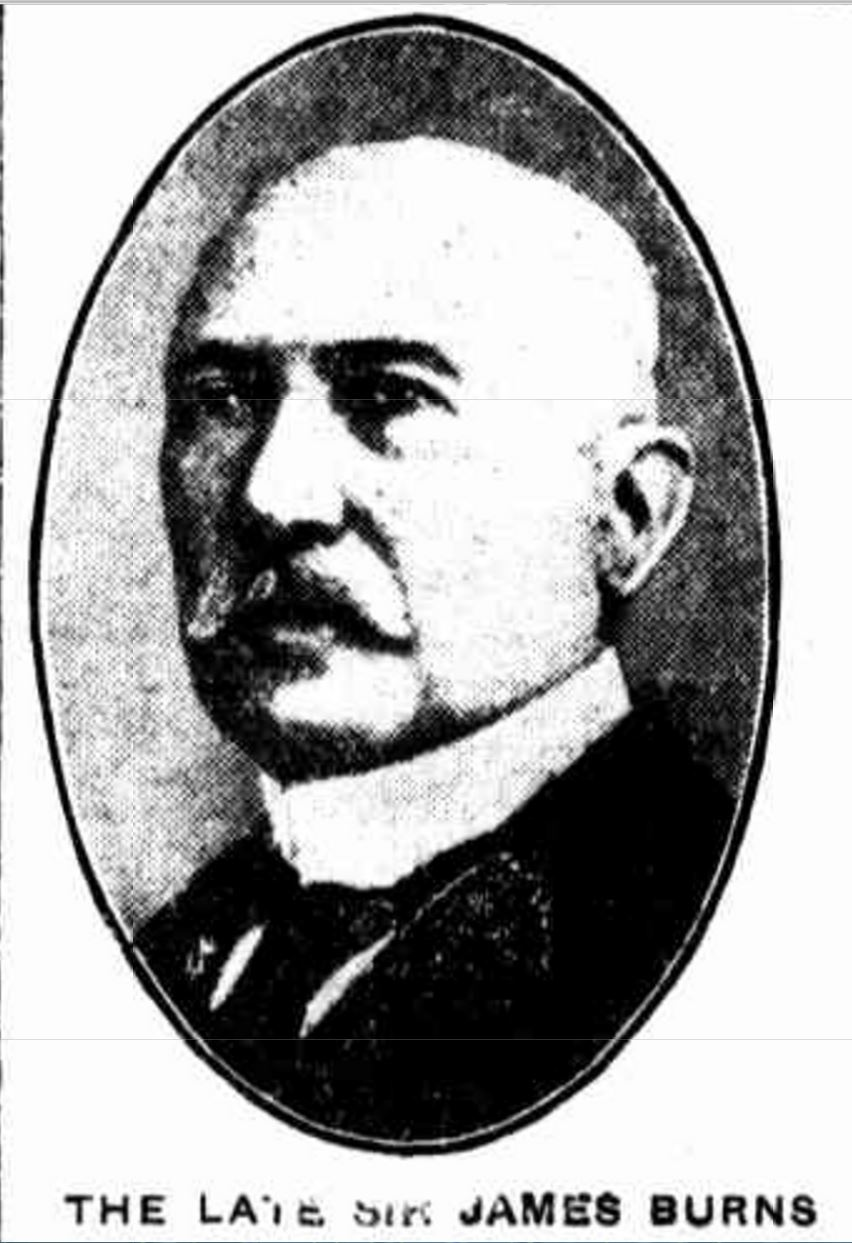
Sir James Burns

Sir James Burns, KCMG (* 10. Februar 1846 in Polmont, Schottland; † 22. August 1923 in Parramatta, New South Wales, Australien) war ein australischer Unternehmer, Offizier und Politiker der Liberal Party und der Reform Party, der von 1883 bis 1923 Vorsitzender und Geschäftsführer der Handels-, Schiffseigner- und Schifffahrtsgesellschaft Burns, Philp & Co sowie zwischen 1908 und 1923 Mitglied im Parlament von New South Wales war.

## Leben

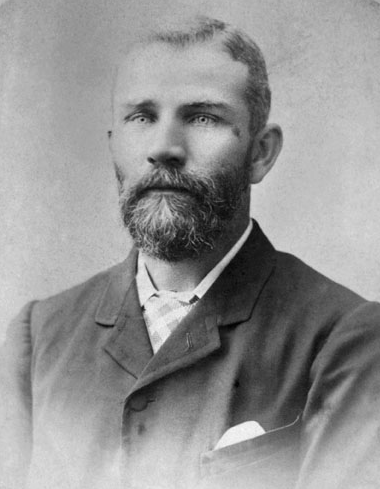
Robert Philp, der von 1899 bis 1903 sowie zwischen 1907 und 1908 Premierminister von Queensland war, war langjähriger Geschäftspartner von James Burns.

James Burns, Sohn des Kaufmanns David Burns und Margaret Shiress, besuchte die Newington Academy und die Royal High School in Edinburgh. 1862 wanderte er nach Australien aus und arbeitete nach seiner Ankunft in Brisbane zwischen 1863 und 1864 als sogenannter „Jackaroo“ auf einer Schaf- und Rinderstation bei Toowoomba in Queensland, um praktische Erfahrungen in den dortigen Fähigkeiten und Tätigkeiten zu sammeln, und danach 1865 auf einer Station in Barcoo. Im Anschluss trat er in den Ladenbetrieb Burns and Scott in Brisbane ein, dessen Teilhaber sein älterer Bruder John Burns war, und eröffnete während der Goldräusche in Australien 1867 selbst Ladengeschäfte in Gympie, am One Mile Creek und in Kilkivan. Nachdem er diese Ladengeschäfte 1870 wieder verkauft hatte, besuchte er während einer Europareise Edinburgh und Paris. 
Nach seiner Rückkehr eröffnete er 1872 ein Ladengeschäft in Townsville in Queensland, in dem Robert Philp, der von 1899 bis 1903 sowie zwischen 1907 und 1908 Premierminister von Queensland war, sein langjähriger Geschäftspartner wurde. 1873 traten die beiden in die Schifffahrt ein und begründeten 1878 mit Hauptsitz in Sydney die Burns, Philp and Co. Limited. Daraus entstand 1883 eine Handels-, Schiffseigner- und Schifffahrtsgesellschaft, deren Geschäftsführender Direktor er zwischen 1883 und 1923 war, und die heute zum Konzern von Graeme Hart gehört. 
Burns baute ein umfangreiches Handelsgebiet in West-Queensland, dann im Pazifikraum und schließlich in Asien auf. Er erwarb 1886 Mehrheitsbeteiligungen an der Queensland Steam Shipping Company Limited und 1887 nach der Fusion mit der Australian Steam Navigation Company an der neu organisierten Australian United Steam Navigation Company Limited. Darüber hinaus erwarb er Schiffsanlegestelle und gründete eine Perlenflotte in der Torres-Straße. Daneben war er Direktor einer Reihe von Handels- und Finanzunternehmen wie der Bank of North Queensland Limited und der North Queensland Insurance Company Limited, deren Vorstandsvorsitzender er von 1886 bis 1923 war. Daneben war er Direktor der Australian Mutual Providence Society Royal Exchange Company, verschiedener Bergwerke und wurde 1888 Vorstandsvorsitzender der New South Wales Mortgage Land and Agency Company sowie zeitweise der Solomon Island Development Company.
1891 trat Burns in das Leichte Kavallerieregiment der 1st Royal New South Wales Lancers ein und 1892 auch zum Friedensrichter (Justice of the Peace) ernannt. Er wurde 1896 zum Major befördert und 1897 Kommandeur des New South Wales Regiment. Als solcher war er weitgehend verantwortlich für die Entsendung von Truppen zum 60-jährigen Thronjubiläum von Königin Victoria. Später nahm er am Zweiten Burenkrieg (1899 bis 1902) teil und wurde zuletzt 1902 Brigadeoberst (Brigadier-Colonel) der 1. Brigade der Leichten Kavallerie (Australian Light Horse). Er engagierte sich ferner zwischen 1903 und 1923 als Präsident der Highland Society of New South Wales und war 1908 Kommissar für die Franco-British Exhibition, eine große internationale Messe, die vom 14. Mai bis 31. Oktober 1908 in White City, London veranstaltet wurde, und deren Ziel die Festigung der vier Jahre zuvor vereinbarten Entente cordiale zwischen dem Vereinigten Königreich und Frankreich war.
Am 21. Juli 1908 wurde James Burns Mitglied im Parlament von New South Wales und gehörte dem Legislativrat (NSW Legislative Council), dem Oberhaus des Parlaments, als ernanntes Mitglied bis zu seinem Tode am 22. August 1923 an. Des Weiteren war er zwischen 1909 und 1911 Vorstandsvorsitzender der Commercial Banking Company of Sydney (CBC), unterstützte 1910 die Gründung der Waisenhäuser Burnside Orphan Homes und war Trustee des Australian Museum, das älteste Museum in Australien und zugleich das älteste naturhistorische Museum der Welt. Für seine langjährigen Verdienste wurde er im Zuge der sogenannten „Birthday Honours“ am 4. Juni 1917 zum Knight Commander des Order of St Michael and St George geschlagen, so dass er fortan den Namenszusatz „Sir“ führte.
Burns war zwei Mal verheiratet. Aus seiner ersten Ehe mit Mary Ledingham ging eine Tochter hervor. Aus seiner am 31. März 1880 geschlossenen Ehe mit Mary Heron Morris gingen zwei weitere Töchter und drei Söhne hervor.